# Gerald Pittner
Gerald Pittner (* 20. Juli 1960 in Bad Neustadt an der Saale) ist ein deutscher Politiker (Freie Wähler). Er war von 2018 bis 2023 Abgeordneter im Bayerischen Landtag.

## Werdegang
Gerald Pittner legte 1979 am Rhön-Gymnasium Bad Neustadt sein Abitur ab und leistete anschließend Grundwehrdienst. Von 1980 bis 1986 studierte er Rechtswissenschaften an der Ludwig-Maximilians-Universität München. Das Referendariat absolvierte er 1986 bis 1989 bei der Justiz in Augsburg, der Regierung von Oberfranken und dem Deutschen Wirtschaftsbüro in Taipeh (Taiwan). Nach der zweiten juristischen Staatsprüfung war er ab 1989 als Staatsanwalt in Traunstein tätig und ab 1991 in gleicher Funktion an die Staatsanwaltschaft Chemnitz abgeordnet. Von 1993 bis zu seiner Wahl in den Landtag 2018 war er Richter am Amtsgericht Bad Neustadt an der Saale, ab 2011 zugleich ständiger Vertreter des Direktors.
Gerald Pittner ist verheiratet, hat eine erwachsene Tochter und wohnt in Bad Neustadt an der Saale. Er ist römisch-katholischer Konfession.

## Politik
Pittner ist seit 2007 Mitglied der Freien Wähler und war von 2008 bis 2017 deren stellvertretender Vorsitzender in Bad Neustadt. Im Landkreis Rhön-Grabfeld war er ab 2008 stellvertretender Kreisvorsitzender der Freien Wähler und steht seit 2011 an deren Spitze. Seit 2012 ist er einer der vier stellvertretenden Vorsitzenden in Unterfranken. 
Seit 1. Mai 2008 ist er Mitglied im Stadtrat Bad Neustadt an der Saale, seit Herbst 2008 zugleich Fraktionssprecher seiner Partei. Dem Kreistag des Landkreises Rhön-Grabfeld gehört er seit 1. Mai 2014 an; er übt damit verbunden mehrere Mandate als Verbands- beziehungsweise Aufsichtsrat aus.
Bei der Landtagswahl am 14. Oktober 2018 wurde er als Spitzenkandidat – zugleich mit der höchsten Stimmenzahl – über die Liste des Wahlkreises Unterfranken in den Bayerischen Landtag gewählt. Dort war Pittner Mitglied des Ausschusses für Fragen des öffentlichen Dienstes und Mitglied des Ausschusses für Staatshaushalt und Finanzfragen. Nach der Landtagswahl 2023 schied er wieder aus dem Landtag aus.